# 124P/Mrkos
124P/Mrkos, o cometa Mrkos, è una cometa periodica del nostro sistema solare, scoperta il 16 marzo 1991 dall'astronomo ceco Antonín Mrkos.
È stata osservata negli ultimi sei passaggi al perielio: nel 1991, anno della sua scoperta, nel 1995, nel 2002, nel 2008, nel 2014 e nel 2020.
La cometa 124P/Mrkos appartiene alla famiglia delle comete gioviane, ha un periodo di circa 5,75 anni.